# Мінеральні фарби
Мінеральні фарби (або силікатні фарби) — різновид фарб, у яких як пігмент використовуються належним чином подрібнені мінерали.
Мінеральні фарби в основному порошкові й доводяться до потрібної консистенції додаванням води. Використовуються тільки при плюсовій температурі повітря. Мінеральні фарби часто є морозостійкими, а введення до їх складу функціональних добавок (синтетичних смол) підвищує технологічні та будівельно-технічні якості.

## Силікатні фарби Вільгельма Кейма, 19 століття
Використання рідкого скла було незначним впродовж століть. На нього звернув увагу хімік з Баварії Кейм ( або Кайм, Adolf Wilgelm Keim ), якого зацікавила довготривалість староримських стінописів. А в 1878 році рідкому склу дали патент як матеріалу для реставрації стінописів.
Рідке скло відомо давно. Є відомості, що його використовували ще в Стародавньому Єгипті при муміфікації. Знали про рідке скло і в Стародавньому Римі, де його використовували для стінописів, особливо в тих місцях, де вапнякові фарби швидко псувалися.

## Класифікація та основні різновиди
Виділяють наступні групи мінеральних фарб: вапняні (гашене вапно, вапняне молоко, забарвлення – неорганічними пігментами), цементні (білий або кольоровий портландцемент), силікатні (суспензія лугостійких пігментів і наповнювачів – переважно у вигляді сепарованої крейди і тальку; додають цинкові білила або борат кальцію, рідке калійне скло, вохру, металевий сурик та ін.), олійні (суспензії пігментів у різних оливах).
Білі пігменти (фарби-білила): титанові білила; цинкові (оксид цинку), свинцеві, баритові, вісмутові, стибієві та ін.
Коричневі мінеральні фарби: марганцева, коричнева умбра тощо.
Червоні: кіновар ртутна,  стибієва або хромова кіновар, сурик оранжево-червоний, сурик залізний. Вохра – червона і жовта. Жовта вохра – суміш гідрату окису заліза з глиною, а червона – суміш безводного окису заліза з глиною. Реальгар (червоний арсен, рубінова сірка). Пінккулер або мінеральний лак – тонко подрібнене скло, забарвлене хром-олов’яною сіллю в червоний колір, залізна кіновар. Сієнська земля – просмажений оксид заліза і марганцю, вохри, червоних відтінків. Червоний кадмій. Ртуть-кадмієві фарби та ін.
Жовті: крон (хромова фарба) – за складом хром-свинцева сіль. Вохра жовта. Сусальне золото. Оксид свинцю PbO в аморфному вигляді являє фарбу массікот, а в кристалічному – глет. Аурипігмент, кобальтова, сидеритові, цинкова жовта та ін..
Зелені: мідна зелень Кассельмана, Брауншвейгська зелень (має той же склад, що і малахіт). Зелень Шеєле (арсенисто-мідна сіль), Швейнфуртська зелень (подвійна оцтово-мідна та арсенисто-мідна сіль), зелень Гіньє, яр-мідянка (оцтово-мідна сіль). Поширена зелена олійна фарба. Зелений ультрамарин, зелень Гентеля, кобальтова зелень, зелень Дінглера, зелень Казалі.
Сині: лазуритова синя; вівіанітова синя; азурит (вердітер); берлінська лазур (паризька синя, пруська синя, антверпенська синя); ультрамарин (натуральний і штучний); смальта (королівська синь, кобальтові скло, шмальта) – калійне скло, забарвлене в темно-синій колір кобальто-калієвих силікатів. Фталоціанінові сині. Марганцева блакитна. Сині мідні фарби – бременська синь і мінеральна або гірська синь, єгипетська синь, масляна синь або мідне індиго і небесна синь. Небесна синя (Bleu celeste) (олов'яно-кобальтова сіль). Бременська синь (гідрат оксиду міді). Єгипетська синя, здавна відома фарба для живопису, являє подрібнене мідне скло – сплав піску з крейдою, содою і оксидом міді. Інші назви: синя Фріт, олександрійська Фріт, помпейська синя. Масляна синь (мідне індиго) – сірчиста мідь. Вапняна або нейвідерська синь готується осадженням суміші розчинів мідного купоросу і нашатирю вапняним молоком. Склад: суміш гідрату оксиду міді і ґіпсу.
Чорні і сірі мінеральні фарби включають вуглець (вугілля, сажа). Найголовніша з них – сажа, що готується або з смоли, дьогтю, нафтових масел, або ж з газу (сажа газова), природна сажа, піролюзітова чорна сажа. Подрібнені деревне і кісткове вугілля (палена слонова кістка, франкфуртська чернь) теж використовуються як чорні фарби. Сірі фарби: залізна слюдка.
Силікатні фарби. Ці фарби близькі за кольором до вапнякових фарб, але перевищують їх за показниками довготривалості і протистояння агресивному середовищу. Вони досить зручні в використанні, бо довго не сохнуть і дають змогу вносити зміни в зображення. Лише після закінчення роботи наносять силікатний фіксатив пензлями, чи аерозоль балоном. Ґрунтом слугують мінеральні поверхні чи тиньк без фарб і ґрунтів з полімерними домішками. До роботи з силікатними фарбами ґрунти з полімерними домішками чи фарбами підлягають повному видаленню, бо заважають адгезії.